# Statuia „Răsăritul” din Mamaia
Statuia „Răsăritul” este un monument istoric situat în stațiunea Mamaia. Figurează pe noua listă a monumentelor istorice sub codul LMI: CT-III-m-B-02948.

## Imagini

## Istoric și trăsături
Statuia „Răsăritul” este amplasată lângă Hotel „Pelican", în spațiul verde spre Promenadă. Autor este sculptorul Cornel Medrea în anul 1961.